# Mark Boyd
Mark Boyd (* 1972) ist ein ehemaliger US-amerikanischer Basketballspieler.

## Leben
Boyd gehörte von 1990 bis 1994 der Basketballmannschaft der University of Southern California (USC) an. Er stand in 115 Spielen auf dem Feld und erzielte für USC im Schnitt 7,9 Punkte sowie 5,2 Rebounds je Begegnung. Der 2,02 Meter große Flügelspieler wechselte ins Profigeschäft und stand im Spieljahr 1994/95 bei der mexikanischen Mannschaft Mexico Aztecas, die am Betrieb der US-Liga Continental Basketball Association (CBA) teilnahm, unter Vertrag. In 55 Partien erzielte er im Schnitt 11,1 Punkte sowie 6 Rebounds je Begegnung. Zur Saison 1995/96 ging er zum CBA-Konkurrenten Florida Beachdogs. Für die Mannschaft aus der Stadt West Palm Beach bestritt er 55 Einsätze und brachte es auf 11,6 Punkte sowie 6,5 Rebounds pro Partie.
In der Saison 1996/97 stand er bei den Japan Energy Griffins in Japan und 1997/98 bei den Newcastle Eagles in England unter Vertrag. Boyd kehrte in die Vereinigten Staaten und die CBA zurück: Er bestritt in der Saison 1998/99 für die La Crosse Bobcats 34 Spiele und brachte es auf 8,7 Punkte je Einsatz. Er wechselte 1999 in die Basketball-Bundesliga nach Deutschland. Er verstärkte dort TSK Bamberg und war mit 13,2 Punkten je Einsatz zweitbester Korbschütze der Franken. Anschließend ging Boyd nach Mexiko und spielt in der 2001er Saison für die Mannschaft La Ola del Districto Federal.
Nach dem Ende seiner Basketballlaufbahn wurde Boyd beruflich als Techniker im Bereich Geotechnologie und Kernkraft tätig.